# Mario López (poeta)
Mario López López (Bujalance, 1 de agosto de 1918-ib., 1 de abril de 2003) fue un poeta y pintor español perteneciente al Grupo Cántico.

## Biografía
Tras realizar los primeros estudios en Bujalance, marchó a Madrid, donde ingresó en el Instituto-Escuela de la Institución Libre de Enseñanza. 
En 1938 aparecen en la prensa local sus primeros escritos. Guerra en las tierras de olivos, un relato poético apareció en el diario Azul en julio de 1938.
En 1942 entró en contacto con los poetas con los que más tarde, en 1947, fundaría la revista cordobesa de poesía Cántico, aun cuando se estima que su inclusión en el grupo no obedeció tanto a razones estéticas y temáticas como de amistad personal con sus integrantes. Es autor de una decena de libros, entre los que destacan Garganta y corazón del sur, su primera obra, publicada en 1951, así como Universo de pueblo (1960), Siete canciones (1968), Del campo y soledades (1968), Antología poética (1968), Cal muerta, cielo vivo (1969), Universo de pueblo. Poesía 1947-1979 (1979), Museo simbólico (1982) y Antología poética de Bujalance (1985). También los cuadernos poéticos El alarife (1981), Memoria de Málaga (1992) y Versos a María del Valle (1992). Es autor también de las antologías Córdoba en la poesía (1979) y Fuentes de Córdoba (1987).
Eligió desarrollar su actividad literaria y cultural en su pueblo natal de Bujalance. Allí fundó los Cuadernos de Arte, Historia y Literatura en 1958 y organizó los Juegos Florales de Primavera. Dio nombre al Premio Nacional de Poesía 'Mario López'. La Diputación de Córdoba reunió toda su lírica en el volumen Poesía. 
Colaboró en las más prestigiosas publicaciones literarias españolas y fue miembro de número de la Real Academia de Córdoba. Ha recibido numerosos homenajes y premios; como muestra, el Internacional de Poesía del Círculo de Escritores Iberoamericanos de Nueva York en 1963 o el de Andalucía de las Letras en su apartado de poesía, en 1997.